# Mărășești
Mărășești város Vrancea megyében, Moldvában, Romániában.

## Fekvése
A megye északkeleti részén helyezkedik el, 20 km-re északra Foksány városától, a DN2-es főút mentén.

## Történelem
Első írásos említése 1641-ből való.
1872-ben megnyitja kapuit az első iskola a településen.
1917 július 24.-e és augusztus 21.-e között zajlott csata a román és a német hadsereg között. Eremia Grigorescu vezetésével a románok itt állították meg a német-osztrák-magyar előrenyomulást.
1920-ban városi rangot kap.
1938-ban felavatják a „Nemzet Mauzóleumát”, a város mellett zajlott csata áldozatainak sírhelyét és emlékművét

## Népesség
A város népességének alakulása:
- 1930 – 4532 lakos
- 1948 – 4940 lakos
- 1956 – 5604 lakos
- 1966 – 7695 lakos
- 1977 – 10521 lakos
- 1992 – 12 370 lakos
- 2002 – 11 777 lakos

A lakosság etnikai összetétele a 2002-es népszámlálási adatok alapján:
- Románok: 11 505 (97,69%)
- Romák: 223 (1,89%)
- Ukránok: 5 (0,04%)
- Magyarok: 3 (0,02%)
- Törökök: 3 (0,02%)
- Olaszok: 1 (0,0%)
- Más etnikumúak: 37 (0,31%)

A lakosság 96,35%-a ortodox vallású (11 348 lakos), 1,80%-a evangéliumi keresztény (212 lakos), 1,22%-a pedig pünkösdista (144 lakos).

## Látnivalók
- A román katonai áldozatok mauzóleuma – 6000 román katona maradványait temették itt el
- Joffre emlékmű
- A román katonai veteránok múzeuma, az egyetlen ilyen Romániában
- Alexandru I. Cuza emlékműve, az első ilyen szobor az országban

## Gazdaság
Jelentősebb gazdasági ágazatok a városban: mezőgazdaság, bányászat, kereskedelem, faipar, textilipar.